# Quand Madelon
„Quand Madelon“, známá též jako „La Madelon“, v českém překladu známá jako „Vítězná Madelon“, je francouzská píseň a vojenský pochod z roku 1914.

## Vznik skladby
Pochodovou píseň pro francouzského operetního zpěváka Charlese-Josepha Pasquiera, známého pod pseudonymem „Bach“ napsal hudební skladatel Camille Robert a text napsal Louis Bousquet. Píseň byla poprvé představena 19. března 1914 na koncertě v síni Eldorado v Paříži jako součást vojenského komediálního představení pro vojáky. Pak se skladba stala součástí hudebního festivalu ve Fontenay-sous-Bois. Poté se stala jednou z nejpopulárnějších písní během první světové války. V roce 1919 zpěvák Lucien Boyer napsal novou verzi skladby s názvem „La Madelon de la Victoire“, u které hudbu zredigoval Charles Borel-Clerc. Ta se poté stala hlavní pochodovou verzí, kterou začala využívat Francouzská armáda. Lucien Boyer za ni v roce 1920 získal Řád čestné legie. Mezi další významné interprety skladby patřila Marlene Dietrichová v roce 1939 či Line Renaud ve filmu La Madelon z roku 1955.

## V Československu
Pochodovou verzi od Charlese Borela-Clerca po roce 1919 přeložil Eduard Bass pod názvem „Vítězná Madelon“. Ta se v období první republiky stala jednou z nejpopulárnějších skladeb a do svého repertoáru ji zařadila i Československá armáda.  V prostředí kabaretu Červená sedma patřil mezi nejznámější interprety písně zpěvák Rudolf Jílovský.  V souvislostí s písní po Mnichovské dohodě v roce 1938 také vznikla verze „Zrádná Madelon“.

## Další verze skladby
Po složení skladby vznikla řada dalších provedení a odkazujících se písní.
- La Madelon de la Victoire (1919)
- Victoire, la fille de Madelon (1939)
- Qu'est devenue la Madelon? (1960) – píseň od Charlese Treneta
- Majorette (2001) – píseň od Bénabara

## Slova
| Původní verze Pour le repos, le plaisir du militaire, Il est là-bas à deux pas de la forêt Une maison aux murs tout couverts de lierre «Aux Tourlourous» c'est le nom du cabaret. La servante est jeune et gentille Légère comme un papillon. Comme son vin son œil pétille, Nous l'appelons la Madelon Nous en rêvons la nuit, nous y pensons le jour, Ce n'est que Madelon mais pour nous c'est l'amour Quand Madelon vient nous servir à boire Sous la tonnelle on frôle son jupon Et chacun lui raconte une histoire Une histoire à sa façon La Madelon pour nous n'est pas sévère Quand on lui prend la taille ou le menton Elle rit, c'est tout le mal qu'elle sait faire Madelon, Madelon, Madelon! Nous avons tous au pays une payse Qui nous attend et que l'on épousera Mais elle est loin, bien trop loin pour qu'on lui dise Ce qu'on fera quand la classe rentrera En comptant les jours on soupire Et quand le temps nous semble long Tout ce qu'on ne peut pas lui dire On va le dire à Madelon On l'embrasse dans les coins. Elle dit «veux-tu finir…» On s'figure que c'est l'autre, ça nous fait bien plaisir. Un caporal en képi de fantaisie S'en fut trouver Madelon un beau matin Et, fou d'amour, lui dit qu'elle était jolie Et qu'il venait pour lui demander sa main La Madelon, pas bête, en somme, Lui répondit en souriant: Et pourquoi prendrais-je un seul homme Quand j'aime tout un régiment? Tes amis vont venir. Tu n'auras pas ma main J'en ai bien trop besoin pour leur verser du vin. | Z roku 1919 Après quatre ans d´espérance Tous les peuples alliés Avec les poilus de France Font des moissons de lauriers Et qui préside la fête? La joyeuse Madelon Dans la plus humble guinguette On entend cette chanson "Ohé, Madelon! À boire et du bon!" Madelon, emplis mon verre Et chante avec les poilus Nous avons gagné la guerre Hein, crois-tu qu´on les a eus! Madelon, ah, verse à boire! Et surtout n´y mets pas d´eau C´est pour fêter la victoire Joffre, Foch et Clemenceau! Sur le marbre et dans l´Histoire Enfants, vous verrez gravés Les noms rayonnants de gloire De ceux qui nous ont sauvés Mais en parlant de vos pères N´oubliez pas Madelon Qui versa sur leur misère La douleur d´une chanson Chantons Madelon La muse du front! Madelon, emplis mon verre Et chante avec les poilus Nous avons gagné la guerre Hein, crois-tu qu´on les a eus! Madelon, ah, verse à boire! Et surtout n´y mets pas d´eau C´est pour fêter la victoire Joffre, Foch et Clemenceau! | Česká verze Léta bídy už jsou v dálce, národové spojení, učinili přítrž válce, všechno tone v nadšení. A kdo v čele vší té slávě? Toť Madelon škádlivá – a kde čís se zvedá právě, písnička jen zaznívá: „Hej, Madelon, hej, dobrého vína dej!“ Madelon, nalej mi vína, v naše vpadni veselí, Německo už pohasíná, však jsme jim to natřeli! Madelon, nos víno stále, dones lahví celý koš: Ať nám k slávě žijí dále, Joffre, Clemencau a Foch! Madelon tu nezahálí, víno pilně nosí dál. V tom však vidí kterak z dáli jde sám Moreau – generál. Chtěla sice v domě skrýt se, děvčátko to nesmělé, generál však zjasnil líce a zavolal vesele: „Hej, Madelon, hej, dobrého vína dej!“ Zlatým písmem do mramoru, dítky vryje jednou čas. Jména těch, kdož plni vzdoru dneska zachránili nás. Po naší, až zvíte tísni, Madelonky pomněte, která sladkou něhou písní těšila nás prokleté: „Hej, Madelon, hej, dobrého vína dej!“ |